# Grobya
Genre
Classification phylogénétique
Grobya est un genre de plantes à fleurs de la famille des Orchidaceae. Il comprend des orchidées épiphytes et compte cinq espèces endémiques au Brésil.

## Étymologie
Le nom de Grobya a été formé en hommage à Lord Grey of Groby, collectionneur anglais du XIXe siècle

## Liste d'espèces
- Grobya amherstiae Lindl. (1835)
- Grobya cipoensis  F.Barros & Lourenço (2004)
- Grobya fascifera  Rchb.f. (1886)
- Grobya galeata  Lindl.(1840)
- Grobya guieselii  F.Barros & Lourenço (2004)